# Gassendi (månekrater)
Gassendi er et stort nedslagskrater på Månen. Det befinder sig på den sydlige halvkugle på Månens forside og er opkaldt efter den franske matematiker og astronom Pierre Gassendi (1592 – 1655).
Navnet blev officielt tildelt af den Internationale Astronomiske Union (IAU) i 1935. 
På ældre månekort kaldtes satellitkrateret "Gassendi A" for Clarkson efter den britiske amatørastronom og selenograf Roland L.T. Clarkson, men navnet blev ikke officielt godkendt af IAU.

## Omgivelser
Gassendikrateret ligger i den nordlige udkant af Mare Humorum. Det mindre krater "Gassendi A" trænger ind i den nordlige rand og slutter sig til en ujævn landskabshævning i den nordvestlige del af kraterbunden. De to kratere har tilsammen en vis lighed med en diamantring.

## Karakteristika
Krateret er blevet oversvømmet af lava under dannelsen af maret, så kun randen og de centrale toppe ses over overfladen. Den ydre rand er nedslidt og eroderet, men har dog beholdt sin almindelige cirkulære form. I den sydlige del af kraterbunden findes en halvcirkelformet og højdedragslignende formation, som er koncentrisk med kraterranden. I kraterets sydlige del falder randen til sin laveste højde, og der er en åbning i den ved det sydligste punkt. Randens højde varierer fra så lidt som 200 m til så meget som 2,5 kilometer. Kraterbunden har mange bakker og ujævne områder, og rillesystemet Rimae Gassendi løber på kryds og tværs over den.

## Satellitkratere
De kratere, som kaldes satellitter, er små kratere beliggende i eller nær hovedkrateret. Deres dannelse er sædvanligvis sket uafhængigt af dette, men de får samme navn som hovedkrateret med tilføjelse af et stort bogstav. På kort over Månen er det en konvention at identificere dem ved at placere dette bogstav på den side af satellitkraterets midte, som ligger nærmest hovedkrateret. Gassendikrateret har følgende satellitkratere:
| Gassendi | Koordinater                       | Diameter, km |
| -------- | --------------------------------- | ------------ |
| A        | 15°33′S 39°48′V / 15.55°S 39.80°V | 32           |
| B        | 14°40′S 40°38′V / 14.66°S 40.64°V | 25           |
| E        | 18°27′S 43°38′V / 18.45°S 43.63°V | 7            |
| F        | 15°02′S 45°01′V / 15.03°S 45.02°V | 8            |
| G        | 16°45′S 44°40′V / 16.75°S 44.67°V | 7            |
| J        | 21°37′S 37°06′V / 21.62°S 37.10°V | 9            |
| K        | 18°47′S 43°44′V / 18.78°S 43.74°V | 6            |
| L        | 20°23′S 41°47′V / 20.39°S 41.79°V | 5            |
| M        | 18°37′S 39°09′V / 18.61°S 39.15°V | 3            |
| N        | 18°04′S 39°19′V / 18.07°S 39.32°V | 4            |
| O        | 21°58′S 35°08′V / 21.96°S 35.13°V | 10           |
| P        | 17°17′S 40°45′V / 17.29°S 40.75°V | 2            |
| R        | 21°56′S 37°51′V / 21.94°S 37.85°V | 4            |
| T        | 19°03′S 35°26′V / 19.05°S 35.44°V | 10           |
| W        | 17°40′S 43°44′V / 17.66°S 43.73°V | 6            |
| Y        | 20°55′S 38°31′V / 20.91°S 38.51°V | 5            |

## Måneatlas
- Billeder af Gassendikrateret i LPI-måneatlasset
- USGS-kort